# فرودگاه هوانوردی هندرسون
فرودگاه هوانوردی هندرسون (به انگلیسی: Henderson Aviation Airport) یک فرودگاه همگانی بهره‌برداری هوایی است که یک باند فرود چمن دارد و طول باند آن ۶۲۴ متر است. این فرودگاه در کشور ایالات متحده آمریکا قرار دارد و در ارتفاع ۱۵ متری از سطح دریا واقع شده‌است.